# Symbrenthia silana
Symbrenthia silana är en fjärilsart som beskrevs av De Nicéville 1885. Symbrenthia silana ingår i släktet Symbrenthia och familjen praktfjärilar. Inga underarter finns listade i Catalogue of Life.